# Evolvulus sericeus
Espèce
Synonymes
- Convolvulus minimus Aubl.[2]
- Convolvulus prolifer Vahl[2]
- Evolvulus angustissimus Kunth[2]
- Evolvulus brevipedicellatus Klotzsch[2]
- Evolvulus commersoni Roem. & Schult.[2]
- Evolvulus holosericeus Kunth[2]
- Evolvulus sericeus var. angustifolius Hoehne[2]
- Evolvulus virgatus Willd. ex Roem. & Schult.[2]
- Evolvulus wilcoxianus House[2]

Evolvulus sericeus est une espèce de plantes de la famille des Convolvulaceae.

## Synonymes
Evolvulus sericeus a pour synonyme homotypique selon World Checklist of Selected Plant Families (WCSP) (22 février 2021) :
- Evolvulus alsinoides var. sericeus (Sw.) Kuntze, Revis. Gen. Pl. 2: 441 (1891), nom. illeg.

## Liste des formes et variétés
Selon Plants of the World online (POWO) (22 février 2021) :
- variété Evolvulus sericeus var. elongatus (Choisy) O'Donell ex Moldenke (1940)
- forme Evolvulus sericeus f. pedunculatus Ooststr. (1934)
- variété Evolvulus sericeus var. sericeus

Selon Tropicos (22 février 2021) (Attention liste brute contenant possiblement des synonymes) :
- variété Evolvulus sericeus var. angustifolius Hoehne
- variété Evolvulus sericeus var. commersoni Pers.
- variété Evolvulus sericeus var. discolor (Benth.) A. Gray
- variété Evolvulus sericeus var. elongatus (Choisy) O'Donell
- variété Evolvulus sericeus var. falcatus (Griseb.) Ooststr.
- variété Evolvulus sericeus var. glaberrimus B.L. Rob.
- variété Evolvulus sericeus var. holosericeus (Kunth) Ooststr.
- variété Evolvulus sericeus var. latior Meisn.
- variété Evolvulus sericeus var. loefgrenii Hoehne
- variété Evolvulus sericeus var. sericeus